# ديكستر دوريا
ديكستر دوريا هي ممثلة فلبينية، ولدت في 16 أبريل 1955 في مانيلا في الفلبين.

## وصلات خارجية
- ديكستر دوريا على موقع IMDb (الإنجليزية)
- ديكستر دوريا على موقع أول موفي (الإنجليزية)
- ديكستر دوريا على موقع قاعدة بيانات الفيلم (الإنجليزية)
- ديكستر دوريا على موقع كينوبويسك (الروسية)